# Fabrizio Pedranzini
Fabrizio Pedranzini (* 14. März 1954 in Valfurva) ist ein ehemaliger italienischer Skilangläufer.
Pedranzini, der für den G.S. Fiamme Gialle startete, kam im Februar 1976 in Innsbruck bei seiner einzigen Teilnahme an Olympischen Winterspielen auf den 53. Platz über 15 km. Zwei Jahre später belegte er bei den Nordischen Skiweltmeisterschaften in Lahti den 46. Platz über 15 km.